# Korolev (Marskrater)
Der Korolev-Krater ist ein Einschlagkrater im Mare-Boreum-Gradfeld auf dem Mars. Er misst etwa 81 km im Durchmesser und wurde nach Sergei Koroljow, einem sowjetischen Raketeningenieur, während des Wettlaufs ins All benannt.
Die 2 km hohen Wände des Kraters erzeugen im Inneren einen Kaltluftsee. Über das Eis fließende Luft wird abgekühlt und dabei dichter. Die hohen Kraterwände verhindern ihr Entweichen und erzeugen somit eine isolierende Luftschicht am Boden. Dadurch kann sich im Krater das ganze Jahr über eine bis zu 1,8 km dicke Schicht aus Wassereis halten. Insgesamt befinden sich vermutlich zwischen 1400 und 3500 km³ Wassereis im Krater.
Der Aufbau der Eisablagerungen ähnelt stark den Schichtablagerungen im Planum Boreum (North Polar Layered Deposits) etwa 600 km weiter nördlich; wahrscheinlich entstanden beide Eisformationen zur gleichen Zeit und durch denselben Mechanismus.